# Sárszentlőrinc, Tolna
Sárszentlőrinc  este un sat în districtul Paks, județul Tolna, Ungaria, având o populație de 1.127 de locuitori (2011). 

## Demografie
Componența etnică a satului Sárszentlőrinc
     Maghiari (86,88%)
     Romi (10,15%)
     Germani (2,25%)
     Necunoscut (0,27%)
     Români (0,45%)
     Alții (0,27%)
Componența confesională a satului Sárszentlőrinc
     Luterani (27,24%)
     Romano-catolici (26,89%)
     Fără religie (19,34%)
     Reformați (8,43%)
     Necunoscută (17,75%)
     Atei (0,35%)
     Alte religii (0,27%)
Conform recensământului din 2011, satul Sárszentlőrinc avea 1.127 de locuitori. Din punct de vedere etnic, majoritatea locuitorilor (86,88%) erau maghiari, existând și minorități de romi (10,15%) și germani (2,25%). Apartenența etnică nu este cunoscută în cazul a 0,27% din locuitori. Nu există o religie majoritară, locuitorii fiind luterani (27,24%), romano-catolici (26,89%), persoane fără religie (19,34%) și reformați (8,43%). Pentru 17,75% din locuitori nu este cunoscută apartenența confesională.